# Gare de Saint-Victor - Thizy
Gare de Saint-Victor - Thizy vasútállomás Franciaországban, Saint-Victor-sur-Rhins településen.

## Vasútvonalak
Az állomást az alábbi vasútvonalak érintik:
- Coteau–Saint-Germain-au-Mont-d'Or-vasútvonal

## Kapcsolódó állomások
A vasútállomáshoz az alábbi állomások vannak a legközelebb:
- Gare de Régny
- Gare d’Amplepuis